# The Christmas Album (Air Supply)
The Christmas Album  è un album natalizio degli Air Supply, pubblicato nel 1987 su etichetta Arista Records.
L'album contiene in tutto 10 brani e, oltre a classici della stagione natalizia, come,  White Christmas ,  Silent Night ,   O Come All Ye Faithful , The First Noel , ecc., comprende anche due inediti, The Eyes of a Child.
L'album è stato ripubblicato in compact disc nel 1990 (su etichetta Arista Records) e nel 1999 (su etichetta BMG Ariola).

## Tracce
1. White Christmas  3:23
2. The First Noel  3:22
3. The Little Drummer Boy  3:04
4. The Eyes of a Child 4:30
5. Silent Night  3:05
6. The Christmas Song  3:00
7. Sleigh Ride  2:22
8. Winter Wonderland  2:32
9. O Come All Ye Faithful  3:13
10. Love Is All  4:30